# قانون العزل السياسي (مصر)
قانون العزل السياسى هو قانون أصدره مجلس الشعب في 21 أبريل 2012 والذي اقترحه النائب عصام سلطان عضو المجلس وينص القانون على منع كل من شارك في إفساد الحياة السياسية المصرية في عهد الرئيس السابق حسني مبارك.

## الهدف من القانون
كان الهدف من هذا القانون هو منع فلول نظام مبارك من الترشح لانتخابات الرئاسة، حيث ترشح عمر سليمان لهذا المنصب، وترشح أيضا أحمد شفيق، وهذا ما اعتبره البعض مهزلة، حيث أن هؤلاء من عناصر النظام السابق الذين أفسدوا الحياة السياسية.